# Belle Madone de Toruń
La Belle Madone de Toruń est une sculpture gothique représentant une Vierge à l'Enfant, exposée dans la cathédrale du diocèse de Toruń. Sa réalisation remonte à la fin du XIVe ou au début du XVe siècle.
Cette œuvre est considérée comme une pars pro toto de la Belle Madone - type iconographique façonné avant 1400. Les sculptures de « Belle Madone » sont typiques de l'architecture gothique tardive en Europe centrale.   
Avant la Seconde Guerre mondiale, la sculpture de la Belle Madone de Toruń se trouvait dans la Basilique Saint-Jean-Baptiste-et-Saint-Jean-l'Évangéliste de Toruń, l'ancienne église paroissiale de la vieille ville. À la fin de la guerre, elle est volée et emportée par les Allemands et l'on perd sa trace. La console originale avec le buste de Moïse, qui est la base de la figure, est cependant conservée. Une copie fidèle réalisée en 1956 par Witold Marciniak est installée à la place de la sculpture perdue de la Vierge à l'Enfant.

## Histoire
Situé dans la partie sud de l'État monastique des chevaliers Teutoniques, Toruń devient un grand centre artistique au XIVe siècle, notamment dans le domaine de la sculpture. L'art statuaire y est encouragé par la classe des bourgeois, qui ne cesse de s'accroître. 
La Belle Madone est commandée vers 1390 à un artiste anonyme, décrit dans la littérature comme « le Maître de la Belle Madone de Toruń », probablement pour l'église franciscaine de la Sainte Vierge Marie située dans la vieille ville. À une époque inconnue, elle est transférée à l'église de Saint-Jean-Baptiste et Saint-Jean l'Évangéliste de Toruń, l'église paroissiale de la ville. 
La Belle Madone est mentionnée pour la première fois dans les sources en 1650, puis, de nouveau, en 1667-1672 dans le cadre de la visite de l'évêque de Chełmno Andrzej Olszowski. Le chanoine Strzesz mentionne que la Belle Madone fait partie d'un plus grand retable d'autel placé sur le mur du côté est de la nef nord (où se trouve aujourd'hui une copie de la Madone sur la console originale avec Moïse).  
En 1921, Jan Rutkowski soumet la sculpture à des procédures de conservation, supprimant les repeints ultérieurs, mais laissant des traces de polychromie médiévale. En 1942, la sculpture est à nouveau rénovée, cette fois par des conservateurs allemands. Les cavités sont comblées et, deux ans plus tard, la statue est retirée de la console et déposée dans le dépôt de conservation de Grębocin. Par crainte de l'approche de l'Armée rouge, la statue est transportée vers un endroit inconnu, très probablement au plus profond de l'Allemagne.
En 1956, le sculpteur Witold Marciniak de Toruń réalise une reconstitution fidèle de l'œuvre perdue, puis la place in situ sur la console originale avec Moïse.     

## Description

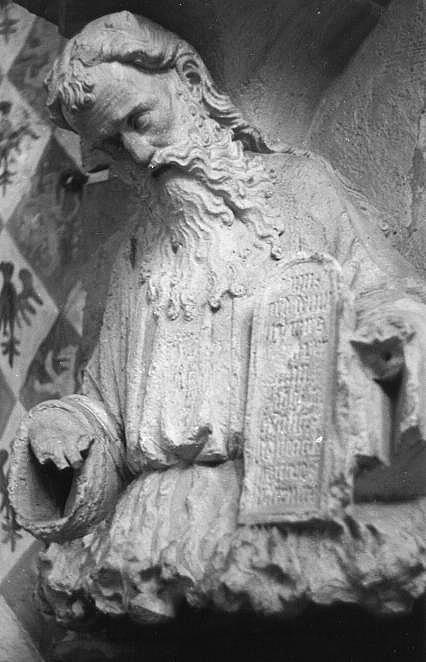
Buste de Moïse - la console qui est à la base de la figure de la Belle Madone de Toruń

La Belle Madone de Toruń est une figure totalement ductile (c'est-à-dire réalisée de manière sculpturale de chaque côté) d'une hauteur de 115 cm. Elle est faite de calcaire, et l'on pouvait y voir des traces de polychromie. Marie est représentée jeune et aux traits délicats, un front haut, les yeux légèrement fermés, et une petite bouche. Ses cheveux sont également bouclés. Sa tête est couverte d'un voile et d'une couronne. La pose adoptée par Marie suit le schéma du contrapposto : elle s'appuie sur la jambe droite, tandis que sa jambe gauche est légèrement pliée et un peu en avant. En conséquence, la tête et le corps sont pliés dans des directions opposées. La robe et le manteau qu'elle porte adhèrent librement au corps, de sorte que sa silhouette est invisible sous les draperies de la robe. Sur le côté droit, les draperies forment des courbes parallèles marquées, tandis que sur le côté gauche, comme dans le voile, elles sont plus décoratives avec des plis en cascade. L'Enfant Jésus est nu et assis sur l'épaule droite de sa mère. Le lien de Marie envers son fils est souligné par l'action délicate sa la main lui tendant la pomme qu'il touche de la main gauche. Cette relation de gestes crée un fort accent sur la composition basé également sur la disposition fluide des plis du vêtement, la pose du contrapposto de Marie et les têtes légèrement courbées. La disposition en diagonale des deux poses, des gestes et des draperies souligne harmonieusement la dynamique de la composition de la sculpture. La base de la figure est un piédestal octogonal.
La sculpture de Marie et de l'Enfant Jésus se trouvait sur une console ornementale, qui est formée par une figure presque entièrement ductile de Moïse émergeant des flammes d'un Buisson ardent. Contrairement à la figure de la Belle Madone, le sculpteur n'a pas montré Moïse dans son intégralité. Ce n'est pas non plus un buste puisque la sculpture atteint la hauteur des hanches. Le prophète est ici représenté comme une personne âgée, avec la tête courbée vers le bas, des rides sont visibles sur ses joues et son front, l'arcade sourcilière et les orbites sont fortement marquées. Contrairement à la figure très sophistiquée de la Vierge, la figure de Moïse a été modelée de manière plus réaliste, de façon stylisée, l'artiste a sculpté des mèches de cheveux ondulés, des barbes et des rouflaquettes. La sculpture montre de nombreuses cavités, surtout dans les doigts de la main, et le deuxième tableau avec le texte du Décalogue est manquant. 

## Analyse

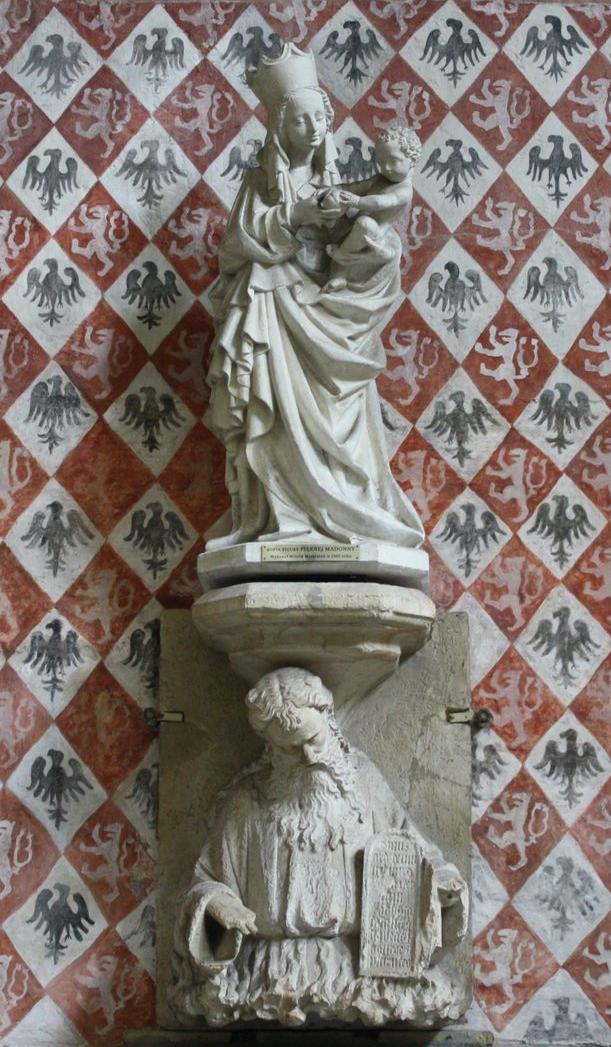
Reconstruction de la Belle Vierge et de la console originale avec Moïse

La Belle Madone de Toruń est considérée comme la quintessence du style de l'époque vers 1400, tout en conservant les caractéristiques du réalisme gothique, y compris l'art des Parlers. Une composition dynamique et lisse, une grande idéalisation de la beauté et une décoration subtile des riches draps des robes et une pose du contrapposto de Marie, un modelage doux du corps de l'Enfant Jésus, des proportions correctes, la connaissance de l'anatomie, la spatialité des différents éléments du corps et le souci du détail confirment cette synthèse élégante.
L'auteur de la figure, dont le nom est inconnu, était autrefois appelé par les historiens de l'art le Maître des Belles Madones ou maintenant le Maître de Belle Madone de Toruń. Sa carrière inconnue, le reste de ses œuvres, son origine et son influence font l'objet de nombreux débats scientifiques, bien que, à la suite de recherches plus récentes, le Maître soit crédité, entre autres, de Prière du Christ de l'église Saint-Jean-Baptiste à Malbork (actuellement dans la collection du Musée du château local) et est associé à la Pietà de l'église Sainte-Barbara à Cracovie. Toutefois, les facteurs qui compliquent la recherche sur l'œuvre du Maître sont les ressemblances de nombreuses autres œuvres en termes de composition, de style et de contenu idéologique, qui ont été trouvées en divers endroits d'Europe centrale, d'où le caractère international de l'art vers 1400.
Le problème des origines de la Belle Madone de Toruń reflète dans une large mesure les questions non résolues des sources du style international. Les principaux centres qui ont façonné le style vers 1400 sont : la République tchèque avec Prague, la Silésie avec Wrocław, la France avec Paris, l'Autriche avec Salzbourg et la Rhénanie avec Cologne. La culture de la cour et l’art des Parlers sont des fondements importants pour un style international. Ce sont ces deux tendances qui ont marqué une grande partie de l'Europe. La Poméranie orientale, qui appartient à l'État teutonique, est devenue une région artistique importante vers 1400, et les centres artistiques étaient Gdańsk, Toruń, Elbląg et la capitale de l'État monastique - Malbork. Un certain nombre d'œuvres datant d'environ 1400 ont été conservées dans Toruń (dont Sainte Marie Madeleine portée par des anges de la cathédrale de Toruń), mais chacune d'entre elles a ses propres caractéristiques, éloignées de la Belle Madone. L'exception est la Madone de Bonne Espérance (également connue sous le nom de Madone Enceinte) de l'hôtel de ville de Toruń, qui a été perdue pendant la guerre. Les chercheurs soulignent le lien fort entre la Belle Madone de Toruń et la Belle Madone de Wrocław, certains d'entre eux associent les deux œuvres au même sculpteur.
De nombreuses ressemblances avec la sculpture de Toruń peuvent être observées entre autres dans les statues de Vierge à l'Enfant à Bonn, de Szternberk en Moravie, ainsi que dans Gdańsk (par exemple la Pietà dans l'église Sainte-Marie). En dehors de Toruń, les chercheurs désignent Prague comme un lieu où le thème de la Belle Madone était fréquemment représenté. De nombreuses sculptures en pierre ont été réalisées dans cette ville vers 1400, dont la belle Madone de Český Krumlov (actuellement dans la collection du musée d'histoire de l'art de Vienne - Kunsthistorisches Museum). Cependant, selon la plupart des historiens de l'art, cette statue n'a aucun lien direct avec les sculptures de Wroclaw et de Toruń. La capitale du royaume tchèque sous le règne des derniers Luxembourgeois, principalement le roi Venceslas IV (1378-1419), et son père Charles IV, appartenait aux principaux centres artistiques d'Europe centrale. 
La Belle Madone de Toruń est également caractérisée par un riche symbolisme et un contenu idéologique. L'extraordinaire beauté de Marie se reflète en théologie dans la beauté spirituelle de Notre-Dame. Grâce au fruit du pommier transmis au Christ, Marie devient une nouvelle Eve et Jésus un nouvel Adam. Ce geste signifie le pardon et la rémission des péchés de l'humanité et d'Eve et Adam, qui ont été les premiers à tendre la main et à goûter le fruit de l'arbre de la connaissance du bien et du mal contre la volonté de Dieu. Le corps nu de l'Enfant présenté par Marie ne reflète pas seulement l'humanité du Sauveur, mais est également associé à l'Eucharistie.    

## Informations supplémentaires

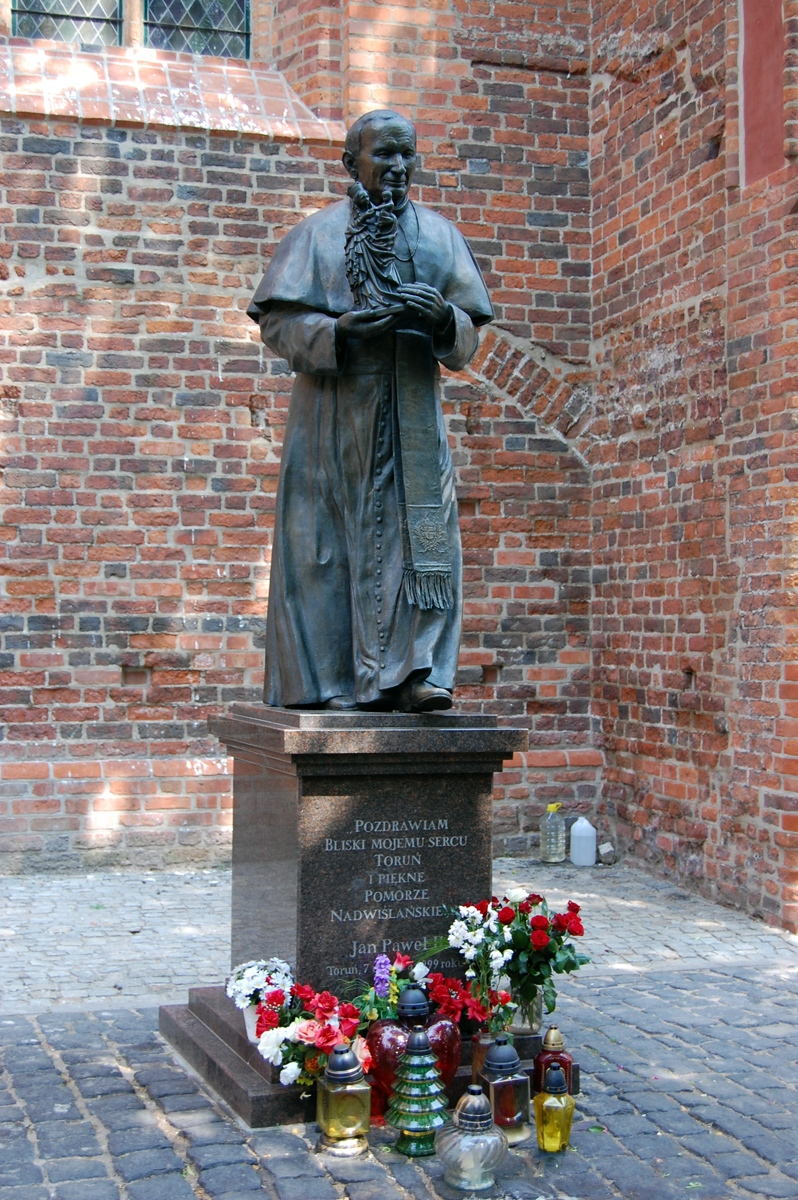
Monument de Jean-Paul II à côté de la cathédrale de Toruń.

Le culte de la Belle Madone de Toruń ne s'est pas arrêté après la disparition de la figure originale. Il est devenu un signe emblématique dans la culture de Toruń et dans la conscience sociale. Pendant le service célébré par Jean-Paul II à l'aéroport de Toruń dans le cadre du VIIe voyage apostolique en Pologne le 7 juin 1999, Karol Wojtyła a reçu une statuette d'une réplique de la Belle Madone réalisée par Tadeusz Porębski. Dans le cadre du premier anniversaire de cette visite, un monument du pape réalisé par Radosław Ociepa a été dévoilé à côté de la cathédrale. Il est le plus ancien des cinq monuments de Jean-Paul II dans Toruń. On y voit le pape présentant la statue de la Belle Madone de Toruń dans ses mains. Dans la basilique de Saint-Jean-Baptiste de Chojnice se trouve une réplique contemporaine de la sculpture de Toruń.        